# Flickan som slutade skolan
Flickan som slutade skolan är Per Nilssons första barnbok, den kom ut 1992 av Alfabeta. Illustrationerna är gjorda av Ingela Almgren.

## Handling
Flickan hade länge längtat efter att få börja skolan. Men när hon väl börjat blev hon besviken, och då slutade hon.